# Círculo Petrashevski
O Círculo Petrashevski foi um grupo de discussão literária formado por intelectuais socialistas em São Petersburgo, organizado por Mikhail Petrashevski, um seguidor do socialista utópico francês Charles Fourier. Entre os membros havia escritores, estudantes, funcionários públicos e oficiais do exército. Apesar de não haver qualquer ponto de vista uniforme em questões políticas, a maior parte deles se opôs à autocracia do czar e ao sistema de semi-servidão. Entre os componentes do grupo estavam os escritores Fiódor Dostoiévski e Saltykova, além dos poetas Pie-Shchedrin e Shcheyev, Maikov e Taras Shevchenko.
Como o grupo Liubomudri, criado no início do mesmo século, a fim de discutir sobre a filosofia ocidental, especialmente Hegel, e de literatura. Esta foi oficialmente proibida pelo governo do czar Nicolau I.
Nicolau I, preocupado com a possibilidade de perder o trono, após as Revoluções de 1848, classificou o grupo, junto com alguns outros, como uma organização revolucionária subversiva. O círculo foi banido em 1849 a seu mando, seus membros foram detidos e alguns fuzilados.